# Chlorure de cétalkonium
Le chlorure de cétalkonium (abréviation CKC) est un ammonium quaternaire de la famille des chlorures d'alkylbenzyldiméthylammonium, où l'alkyl est une chaîne en C16 (16 atomes de carbone). Il est utilisé dans les produits pharmaceutiques et dispositifs médicaux, soit comme excipient (Cationorm, Retaine MGD, Ikervis, Verkazia), soit comme principe actif (Bonjela, Pansoral). On peut le trouver en très petite quantité dans le chlorure de benzalkonium (moins de 5 % du mélange total).

## Propriétés
À 20 °C, le chlorure de cétalkonium est soluble dans les alcools, l'acétone, l'acétate d'éthyle, le propylène glycol, les solutions de sorbitol, le glycérol, les éthers, légèrement soluble dans l'eau (2 mg·ml-1 à 25 °C) et facilement soluble dans les huiles (triglycérides et huiles paraffiniques).

## Disponibilité
Le chlorure de cétalkonium en tant que matière première est vendu sous forme de poudre blanche cristalline.

## Utilisations
Le chlorure de cétalkonium peut être utilisé dans différentes applications en fonction de sa concentration.

### Tensio-actif cationique
Le chlorure de cétalkonium peut également être utilisé comme excipient en raison de son caractère amphiphile et de sa charge cationique.
Par exemple, il a récemment été inclus à la surface d'une lentille de contact afin de lier un principe actif anionique et étendre le temps de libération de la molécule.
Il est aussi utilisé comme un tensio-actif cationique dans les nano-émulsions ophtalmiques (Cationorm, Retaine MGD, Verkazia, Ikervis) à la concentration de 0,002 à 0.005 % (masse/masse). Grâce à sa haute lipophilie, le chlorure de cétalkonium s’insère à l'interface huile/eau des nanogouttelettes d'huile d'émulsions fournissant à la surface des gouttelettes une charge positive. Cette polarisation a pour effet de stabiliser l'émulsion en créant une répulsion électrostatique entre les gouttelettes et procure aussi à l’émulsion une adhérence biologique à la surface de l’œil.
D'autre part, le chlorure de cétalkonium stabilise aussi le film lacrymal par son interaction avec la couche lipidique des larmes.
En sciences de la vie, la charge cationique du chlorure de cétalkonium est utilisée pour séparer des extraits biologiques chargés négativement lors d’électrophorèses,.

### Activité biologique
L'activité biologique du chlorure de cétalkonium comme excipient a été largement décrite dans la littérature scientifique. Il agit en offrant des propriétés bio-adhésives aux nano-émulsions cationiques appliquées sur la surface oculaire. Cette adhésion a pour effet d’augmenter la pénétration des principes actifs dans les tissus oculaires améliorant ainsi l’efficacité du produit pharmaceutique. Un autre effet de cette charge est d’améliorer l’hydratation et la lubrification de la surface oculaire chez les patients atteints de sécheresse oculaire ainsi que de favoriser la cicatrisation des lésions cornéennes.
Plus récemment, il a été démontré que le chlorure de cétalkonium possède des propriétés anti-inflammatoires par inhibition spécifique de la protéine kinase C alpha (PKCα),.

### Agent antiseptique
À doses plus élevées, il peut être utilisé comme agent antiseptique en solutions ou gels pour application buccale pour le traitement huile-dans-eau d'appoint de courte durée des douleurs liées aux états inflammatoires et ulcéreux de la muqueuse buccale tels que le Pansoral (Laboratoires Pierre Fabre) ou le Bonjela (Reckitt Benckiser Healthcare). La concentration usuelle du chlorure de cétalkonium dans ces produits est de 0,01 % (masse/masse).
Toutefois, ses propriétés antibactériennes ne sont que moyennement puissantes en raison de sa faible solubilité dans l'eau. Par exemple, les pharmacopées américaines et européennes obligent les fournisseurs de chlorure de benzalkonium à limiter sa présence dans le mélange à moins de 5 % en masse/masse à la faveur des chaînes ammonium quaternaire plus petites : n-C12H25 et n-C14H29 plus puissantes contre les micro-organismes.

## Aspects de sécurité
Même s’il appartient à la même famille que le chlorure de benzalkonium, le chlorure de cétalkonium a montré une excellente tolérance ophtalmique aussi bien chez l'animal que chez l'homme et est considéré comme très sûr dans cet usage, contrairement au chlorure de benzalkonium qui est largement décrié par les spécialistes pour sa toxicité oculaire. Cette sécurité améliorée par rapport au chlorure de benzalkonium s'explique par le fait que le chlorure de cétalkonium est bien plus lipophile et est lié dans les émulsions aux gouttelettes d'huile donc non disponible pour causer des lésions cornéennes.
La parfaite innocuité oculaire du chlorure de benzalkonium en émulsion a été démontrée dans de nombreuses études précliniques, et cliniques,,,. 
Le Pansoral est présent sur le marché depuis 1981 et le Cationorm (Santen Pharmaceutical) depuis 2008. Ces deux produits sont bien acceptés par les patients[réf. souhaitée].

## Aspects réglementaires
Le chlorure de cétalkonium est inscrit sur la liste des ingrédients OTC (over the counter) de la FDA, mise à jour d’avril 2010.
Le MHRA a publié en 2012 la « Liste des substances autorisées présentes dans les médicaments à la vente » (Consolidated list of substances which are present in authorised medicines for general sale) dans laquelle le chlorure de cétalkonium est cité. La concentration la plus élevée autorisée est de 0,1 % lorsqu'il est administré par voie topique ou buccale.

## Toxicologie
Le produit brut est classé 67/548 / CEE : Xn ; R21 / 22 C ; R34 N ; R50.
Sur l'homme : à l’état brut, le produit est nocif par contact avec la peau et par ingestion, provoque des brûlures de la peau et des lésions oculaires. Le contact répété ou prolongé du produit brut avec la peau peut provoquer des réactions allergiques chez les personnes sensibles.
Écotoxicité : très toxique pour les organismes aquatiques.
Dégradabilité : le produit est facilement biodégradable ; environ 70 %.
LD (voie orale, rat) > 500 mg/kg ; modérément toxique par ingestion.